# Миколай Сенявський (староста)
Микола з Гранова Сенявський (бл. 1598 — 15 травня 1636) — польський шляхтич, військовик, урядник Республіки Обох Націй (Речі Посполитої). Представник спольщеного українського шляхетського роду Сенявських гербу Леліва.

## Життєпис
Син Адама Героніма Сенявського та його дружини Катажини з Косток гербу Домброва. 
Брав участь у битві під Мартиновом. На Торунському сеймі 1626 року підтримував Христофора Радзивіла всупереч волі двору.
Мав посаду старости ратненського. 1 жовтня 1628 року отримав призначення на посаду коронного підчашого.
У 1630 році напав на Китайгород — маєтність князів Четвертинських. Сатанів обороняв від нападів Анни Лагодовської з Калагарівки. В таборі під Гордзьовкою 18 березня 1634 року король дозволив йому «цесію» села Батина, яку посідав правом «доживоття», Павлові Ґродзіцькому, раніше вислав П. Ґродзіцького навчатись інженерії, архітектурі до Голландії.

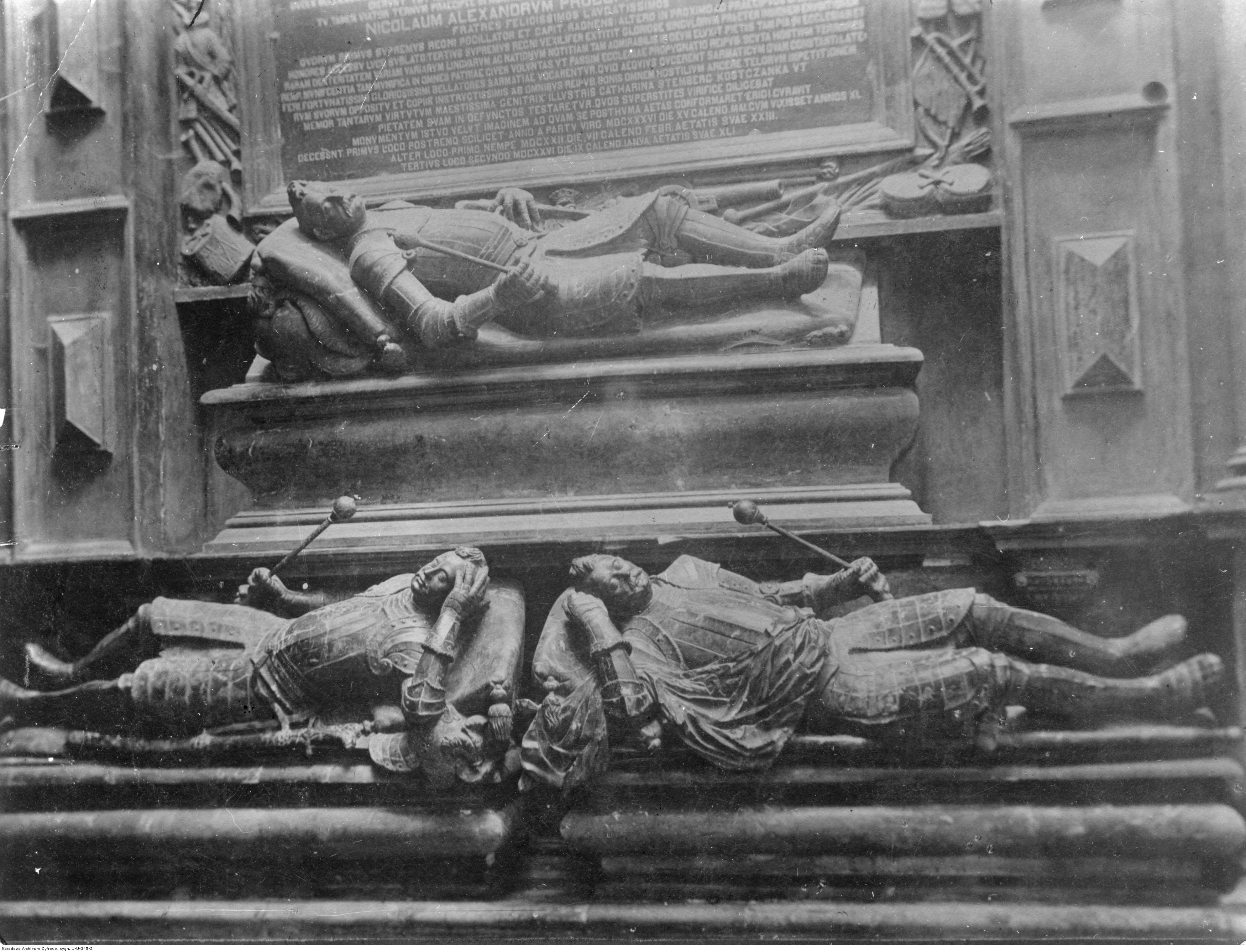
Фрагмент надгробку Олександра, Прокопа, Миколи Сенявських

Наприкінці життя (після 1618 р.[джерело?]) позичив 200 тисяч злотих Зофії Ґольській-Замєховській, яка не бажала передати маєтності Стефанові Потоцькому. За це взяв у заставу Підгайці. Був одним з виконавців її заповіту (вона померла 1635).
Його поховальна церемонія відбулася 28 липня 1636 року в Бережанах, на ній мав прощальну промову Якуб Собеський. У замковому костелі Святої Трійці коштом матері було встановлено його надгробок.

### Сім'я
Був одружений з Уршулею Зофією Кротоською (?—1637, Підгайці похована в домініканському костелі у Львові) — дочкою каліського каштеляна Анджея Кротоського. Її посагом були Лобжениці, Барцін над Нотецією у Великопольщі, клейноти, рухомості вартували понад 1 млн. злотих. Складені як депозит на замку в Підгайцях стали після його смерти предметом довголітніх процесів. Дружина була ініціяторкою будівництва костелу святого Миколая при монастирі бернардинів у Бережанах.
Дітей не мав.

### Маєтності
Більшість його маєтностей були на Поділлі, в Руському воєводстві й Брацлавщині. Резидував головно у Бережанах. У 1636 році весь «Кубліцький ключ» продав Каліновским.